# Con alma de pueblo
Con alma de pueblo es el séptimo álbum del cantante argentino Luciano Pereyra, con el cual retoma las raíces folclóricas. Entre canciones de su autoría también se destacan composiciones del repertorio popular como "Zamba Para Olvidar", "Memorias de Una Vieja Canción" y "Mis Noches Sin Ti", además contó con la colaboración de Horacio Guarany, Peteco Carabajal y Chango Spasiuk.

## Canciones
1. Donde estará
2. Con alma de pueblo
3. El elegido
4. Memorias de una vieja canción
5. Te digo adiós amor
6. Zamba para olvidar
7. Soy mendocino
8. Hoy me desperté
9. Dame un beso
10. La hora del cantor
11. Mis noches sin ti
12. Y que siga el baile